# Souffre-douleur
Ne doit pas être confondu avec Harcèlement scolaire.
 (mai 2016).
Un souffre-douleur est une personne (ou un animal) sur qui se concentrent les mauvais traitements, les tracasseries, les plaisanteries cruelles de quelqu’un ou d’un groupe. L’expression tête-de-turc en est un synonyme.
Habituellement utilisé dans le milieu scolaire, on peut rencontrer aussi ce phénomène dans les milieux professionnel ou même familial.
Le terme se distingue de bouc émissaire ou de victime expiatoire :
- par son appartenance à la communauté qui le prend pour cible ;
- par une plus grande durée de son état de victime ;

Il se distingue du harcèlement par la non-intentionnalité ; au contraire, le harcèlement n'est pas gratuit, il poursuit un but avoué ou non.
Le phénomène du souffre-douleur n'est pas récent. C'est, principalement, une problématique scolaire présente en école primaire et au collège. Il s'agit d'enfant pris pour cible par un groupe, d'individus généralement de la même classe que la victime, sujette à des moqueries quotidiennes, voire des coups (rares contrairement à ce que l'on pourrait croire). Cette situation de victime empêche l'enfant de s'épanouir dans le milieu scolaire. Il est également possible de constater ce genre de comportement, mais plus rarement, en lycée[réf. nécessaire].

## Caractéristiques
- La victime est généralement perturbée par les individus du même sexe que lui.
- Il n'a pas su s'intégrer et s'imposer à cause de la timidité ou de la différence entre lui et ses camarades.
- Il est isolé, aussi bien face à ses camarades, que face aux professeurs qui généralement n'interviennent pas pour l'aider à trouver sa place.
- Lors des maltraitances subies, le souffre-douleur se force à rire et/ou à rentrer dans le jeu de ses bourreaux, pour faire paraître une certaine assurance, comme si cela ne le touchait pas.
- Il est plus sensible à l'échec scolaire.
- Il est dépressif du fait du manque d'amitié et d'amour.
- Il peut aussi devenir agressif à force de s'être renfermé sur lui-même.

## Causes possibles
Peut-être du fait de la frustration d'un groupe d'individus qui a besoin de reconnaissance et qui utilise une personne afin de se faire une réputation au sein d'un établissement scolaire. Ce groupe se sent fort et intelligent en se moquant d'une victime. Le groupe se considère « normal » et lui est « différent », « justifiant » les actes humiliants. Le souffre-douleur est isolé face « aux prédateurs ».
Dans une classe d'école, 10 % des élèves seront harcelés par 10 % de harceleurs, assistés du même nombre d'exécutants. 20 % de sympathisants et 30 % d'élèves passifs, silencieux, contribuent à  approuver ce harcèlement contre les victimes harcelées, n’ayant que 20 % de sympathisants pour les soutenir, selon Christina Salmivalli, docteur en psychologie, en Finlande.
La victime se retrouve dans un cercle vicieux. C'est une sorte de jeu entre lui et ses bourreaux : les bourreaux sympathisent, mais pas toujours, avec lui.
La pression du groupe « bourreau » est trop présente et la victime se retrouve bloquée dans sa vie sociale. La victime n'ose pas aller à la rencontre des gens, à cause de sa honte. Les témoins n'osent pas lui parler, par peur de représailles sur eux, par le groupe "bourreau".
Une erreur possible du souffre-douleur est de pardonner alors qu'il lui faudrait le courage de s'imposer. Mais face à tous les autres contre lui, il n'a pas vraiment de choix. Ce pardon est bien souvent (auto) imposé soit pour des motifs purement défensifs - « ça ira peut-être mieux après »; également pour des motifs philosophico-religieux mal adaptés dans cette situation-ci; ou pire : à la demande d'éducateurs, de tuteurs.
Ceci peut entraîner un profond sentiment d'injustice chez la victime; un sévère trauma même après plusieurs années (références demandées).
La victime peut chercher aussi la vengeance contre les individus qui l'ont marginalisé et/ou une société qui le plus souvent les ignore: soit par indifférence; soit par refus de l'information : cela « dérange »; soit également, parce qu'il se trouve toujours des individus qui « s'accommodent » de pareilles situations, au détriment des victimes, avec toutes les conséquences dramatiques pour le souffre-douleurs et la société en général durant sa vie. Le risque de tendances dépressives et de suicide sont accrus. (Références demandées).

## Des solutions possibles
L'aide d'un proche du souffre-douleur à s'intégrer et à faire changer d'avis ses camarades est rare et pas toujours suffisante.
Le personnel encadrant n'a pas toujours la formation adaptée au problème de harcèlement. Parfois, leur intervention, celle des parents empire la situation: en particulier lorsqu'elle se fait à la place de la victime.
Il est souvent souhaitable de changer l'enfant d'école et de mentionner la cause du départ de l'enfant à la direction. 
Dans certaines écoles, comme en Amérique du Nord, certains programmes sont mis en place, comme la Communication non violente (CNV) de Marshall Rosemberg, la méthode "Vers le pacifique", au Québec. En Finlande, dans la méthode Kiva, le harceleur est dénoncé et ne peut plus compter sur le soutien des passifs qui apprennent à dénoncer sans risque. Des observations indique que le nombre de victimes a baissé de 22,1 % à 8,6 %. les défenseurs ont augmenté de 16,5 % à 21,5 %. D'autres pays ont intégré d'autres approches. Le comportementaliste Jacques Fradin privilégie l’expérience d’un jeu de rôle avec psychothérapeute où le harceleur est imité cinq minutes par jour pendant deux semaines,.
S’engager dans une activité sportive permet de reprendre confiance en soi. L'apprentissage d'un sport de combat (judo, Karaté, Boxe, Akido..) permet d'acquérir la confiance en sa capacité de se défendre. Les sports de groupe (Basket, rugby, football…) encouragent le contact, solidarité, camaraderie, goût de l'effort. Idéalement, cette activité doit être pratiquée en dehors du milieu hostile, sans la présence de personnes du groupe de rejet. 
La victime peut demander de l'aide, idéalement, auprès d'un professionnel: le psychologue de l'école, un conseiller pédagogique, son médecin qui le redirige vers un spécialiste. Mais elle peut craindre un rejet plus grand, traité alors de dénonciateur, délateur, de "mouchard".
L'art, le théâtre, l'écriture peuvent aider: son rôle se transforme de victime à celui d'observateur.
L'utilisation du jeu de rôle en tant que technique thérapeutique est actuellement à l'étude et donne de bons résultats. (références à venir)
L'adulte peut faire un travail psychologique afin de tenter de développer son assertivité.

## Dans la littérature
- Poil de carotte de Jules Renard
- Les Désarrois de l'élève Törless de Robert Musil
- La Cicatrice de Bruce Lowery
- Le Souffre-douleur de Sid Fleischman
- Carrie de Stephen King
- Laisse-moi entrer de John Ajvide Lindqvist
- Au hasard Balthazar  film de Robert Bresson

## Personnes publiques ayant été souffre-douleur
Exemples de personnes ayant publiquement exposé un passé de souffre-douleur.
- Patrick Dils[6]
- Christophe Lemaitre[7]
- Tim Roth [8]
- Eminem
- Mélanie Laurent[9]
- Jennifer Lawrence

### Documentaire
- Souffre-douleurs, ils se manifestent, de Laurent Follea et Andrea Rawlins-Gaston, Capa Presse, France Télévisions, 2015.